# Çeştepe, Efeler
Çeştepe là một thị trấn thuộc huyện Efeler, tỉnh Aydın, Thổ Nhĩ Kỳ. Dân số thời điểm năm 2010 là 5.562 người.